# Коммерстракс (бриг)
«Коммерстракс» — 14-пушечный бриг Балтийского флота Российской империи. Состоял на службе в XIX века.
 

## История службы
Судно вошло в состав Балтийского флота в качестве бывшего шведского брига захваченного в качестве трофея во время капитуляции Свеаборга. Его название «Коммерстракс» означает Вёселый или Беззаботный.
Бриг участвовал в войне России со Швецией 1808–1809 годов. 13 июня 1808 года в составе 3-го отряда Свеаборгской гребной флотилии, под руководством командир-лейтенанта П. Я. Семыкина, вышел из Свеаборга и направился к городу Або через шхеры. С июля по сентябрь с отрядом капитан-лейтенанта И. С. Новокшенова находился у Юнгферзунда. Там он обстреливал шведскую флотилию, блокирующую пролив. 7 августа участвовал в сражении у Юнгферзунда, а в октябре вернулся в Або на зимовку. Следствием этого успешного боя был уход шведов и открытие свободного прохода для русских судов по всему протяжению шхер от Выборга до Або.
В 1809 году корабль крейсировал в районе Або — Карлскруна — Ваза — Свеаборг. С 1810 по 1811 год находился в практических плаваниях в Ботническом заливе.
«Коммерстракс» также участвовал в Отечественной войне 1812 и войне с Францией 1813–1814 годов. В июле 1812-го бриг ходил в Ригу и Стокгольм, а затем вернулся в Свеаборг. 10 июля судно доставило в Данциг французского консула Сабета. В октябре бриг конвоировал транспортные суда, перевозившие российско-германский легион из Ревеля в порты Финляндии.
В 1813 году корабль ходил из Свеаборга к Риге и Данцигу, а затем перешёл в Кронштадт. До 1817 года «Коммерстракс» плавал только в Финском заливе. В 1818–1827 годах бриг занимал брандвахтенный пост на Северном фарватере Кронштадта. Судно тимберовали в 1828–1829 годах. В 1830-м, 1832–1835-х и 1837–1843-х годах корабль занимался съёмкой берегов Финского залива, гидрографическими работами и доставлял материалы на маяки.
В 1831 году в составе эскадры вице-адмирала Ф. Ф. Беллинсгаузена бриг крейсировал у берегов Курляндии, чтобы предотвратить подвоз оружия и подкреплений польским мятежникам.
В 1851 корабль перетимберовали в лоцманское судно.

## Командиры
- П. А. Головачев (1808–1811)
- П. Я. Глазатов (1812)
- Е. Е. Куличкин (1813)
- Г. И. фон Платер (1814–1815)
- М. С. Толбухин (1816)
- А. И. Сорохтин (1818)
- Г. П. Борисов (1819)
- Т. Н. Яновский (1820)
- П. В. Повалишин (1821 и 1823)
- Н. Н. Назимов (1822 и 1824–1825)
- М. М. Скворцов (1826– 1827)
- Ф. А. Тверитинов (1828–1829)
- А. А. Бахтин (1830–1835)
- В. Д. Шишмарев (1837)
- Р. А. Адамс (1838–1843)